# Kurt Danners Bedrifter
Kurt Danners Bedrifter var en dansk hæfteserie, skrevet af blandt andre Niels Gustav Meyn under pseudonymet Peter Anker, som blev udgivet af Kai Nielsens Forlag i perioden fra 1942 til 1947.
Hovedpersonen i hæfterne var en fiktiv person, ingeniøren Kurt Danner, der var 1940'ernes superhelt, som var i stand til at løse alle forekomne problemer, det være sig i guldgravning i Alaska, angrebet på Pearl Harbor, kriminalgåder, indsats mod Ku Klux Klan, indsats på krigsfronten og meget andet som det fremgår af udgivelsernes titler.
Hæfterne var i B6-format, udkom hver uge og stoppede efter 280 numre. Prisen var 35 øre og sidetallet faldt gradvis fra 68 over 52 til 36 sider.

## Udgivelser
| 1. Den Forsvundne Millionær 2. Den Usynlige Flyver 3. Lokkeduen 4. Manden i Rullestolen 5. Den Mystiske Løvetæmmer 6. Vulkanens Hemmelighed 7. Den Stjålne U-Båd 8. General Kurt 9. Våbensmuglere 10. Spionøen 11. Den Kinesiske Ring 12. Junglens Konge 13. Den stjålne Liner 14. Høvdingens Hånd 15. De brune Slaver 16. Den røde General 17. Havbundens Hemmelighed 18. Kidnappernes Konge 19. Mellem Kanadas Kæmper 20. Mytteri i Filmsbyen 21. Sørøverskatten på St. Thomas 22. Ildens Gudinde 23. Luftens Pirater 24. Den mekaniske Kæmpe 25. Rajahens Diamanter 26. Det gådefulde Guldland 27. Dragens Brødre 28. Kanal-Katastrofen 29. Den blå Diamant 30. Den forsvundne Ekspedition 31. Ku-Klux-Klan 32. Flugten fra Sing-Sing 33. Kampen om Monte Diego 34. U-Båds-Piraten 35. Slangefarmen 36. Den stjålne Panserkrydser 37. Chang Fuu's Guldmine 38. Mysteriet i de underjordiske Floder 39. Banden i Dødens Dal 40. Alaska-Pirater 41. Spritsmuglere 42. Sheriffens Hævn 43. Døden i Flammehavet 44. Chicagos Fjende Nr. 1 45. Oprør i Mexico 46. Den Kinesiske Tong 47. Landet bag Tinderne 48. Verdens Fjende 49. Vogteren af Taos Tempel 50. På Liv og Død 51. Flugten fra Tao 52. Satansbrødrene 53. Det Hemmelige Tegn 54. Den hvide Pest 55. Det tibetanske Mysterium 56. Den gule Hævner 57. Byen i Sumpene 58. Vragplyndrerne 59. I hemmelig Tjeneste 60. Det hemmelighedsfulde Våben 61. Den store Rædsel 62. Singapore Joe 63. Taos Død 64. Spanske Dubloner 65. Urskovens Dronning 66. Jungleøens Hemmelighed 67. Moderne Sørøvere 68. Den Usynlige Hær 69. Himmelskibet 70. Gulddjævelen 71. Kongen af Mexico 72. Spioner i Luften 73. Kampen i Storskoven 74. Shahens Diamant 75. Gangster-Republiken 76. Slaget i Ørkenen 77. Luftens Røvere 78. Dødsregnen 79. I Ingenmandsland 80. Tilbage fra Døden 81. Fortidens Skygger 82. Dødsflyveren 83. Mars-Raketten 84. Mesterbokserens lighed 85. Hvide Slaver 86. Fyrtårnets Hemmelighed 87. På Havets Bund 88. Dødsgongongen 89. Præriens Vovehals 90. Gengangerne på Biltmore Castle 91. Død Mand sladrer ikke 92. Den store Revolution 93. Tændstikmordet | 1. Dragesøen 2. Massemorderen Iwan Dimitrow 3. Den røde Liga 4. Det forsvundne Guld 5. Himmelhunden 6. Blodspor i Sneen 7. På Eventyr med Kanadas ridende Politi 8. Yukons Hemmelighed 9. Luftens Betvinger 10. Myremanden 11. Under Sydkorset 12. Den Kinesiske Dolk 13. Mystiske Tibet 14. Fakirens Hemmelighed 15. Spionage 16. Atlantic-Clipper G-3 kalder 17. Djævlekløften 18. Smuglerkongen fra Rio 19. Hvad Amazonfloden gemte 20. Den dræbende Kaktus 21. Røveren fra Guadalupe 22. Jerntyven 23. Dødsrubinen 24. Slangetæmmersken 25. Sukkenes Portal 26. Spøgelsesbilen 27. Fangen på Djævleøen 28. Piratkongen 29. Kidnapped 30. Djævelens Stedfortræder 31. Røverklostret 32. Lamapræstens Hemmelighed 33. Jeg er Singh 34. Farvel til Tibet 35. De fire Dolke 36. Tordenguden 37. Dødstræet 38. Kinesersmuglerne 39. Den forheksede Skyskraber 40. Dødningeuret 41. Menneskeaben 42. Der er Guld i Bjergene 43. I Åndernes Verden 44. Den 9. April 45. Norske Helte 46. En belgisk Episode 47. Farvel til Narvik 48. Torden over Cuba 49. Det nordfranske Helvede 50. Hollywood Pigen 51. Da Paris blev Tysk 52. Jeg er en Flygtning 53. Dunquerque 54. Tyskere over London 55. Femte Kolonne 56. Spion i Det Tredje Rige 57. Forfulgt af Gestapo 58. Da Jugoslavien sagde nej 59. Faldskærmstropper over Kreta 60. Ørkenkrig 61. Den falske Sheik 62. Helten fra Malta 63. Rusland Kæmper 64. Patrioter 65. Danmark vågner 66. Ulveflokken 67. Pearl Harbour 68. Junglekrig 69. På Togt mod Australien 70. Commando-Raid 71. Bomber over Tyskland 72. Sejren ved El Alamein 73. Marokko 74. Moderne Pirater 75. Invasion i Nordafrika 76. Tysk Krigsfange 77. Faldskærmssoldat 78. På Vej til Koncentrationslejr 79. Sabotage 80. Gæst på Dagmarhus 81. Undtagelsestilstand 82. Dømt til Døden 83. Invasion 84. Atter i Paris 85. Hollandske Rædsler 86. På tysk Jord 87. Over Rhinen 88. Sejr 89. Befrielse 90. Stikkerjagt 91. Hipo'er 92. Slynglernes Paradis 93. Snigskytter | 1. Kolonihave-Arsenalet 2. Marseilles-Nætter 3. Kvinder i Lasten 4. Afrikanske Skyggesider 5. Ørkenrøvere 6. Varulve 7. Ø-Fæstningen 8. Dødsfælden 9. Ligrøverne 10. Djævleregimentet 11. Pestbomber 12. Hævnens Time 13. Dødsmærket 14. Alpepassets Hemmelighed 15. Dødt Skib 16. Mordet i Athen 17. Nilguden hævner 18. Flygtninge-Skibet 19. En skrap Bande 20. Kong Sult 21. Blodige Dage 22. Kæmpe-Øglen 23. Forsvundet blandt Kannibaler 24. Atom-Guldet 25. Raketten til Månen 26. Byen på Havets Bund 27. Pyramidens Hemmelighed 28. Verdens Herre 29. Kokain-Klubben 30. Nattens Nøgler 31. Noahs Ark 32. Hun-Skorpionen 33. Sortskægs Guldskat 34. Den duftende Død 35. Ku-Klux-Klanen igen 36. Fjerde Dimensions-Mordet 37. Spøgelses-Hotellet 38. Bakterie-Bomben 39. Tigermanden 40. Den store Søslange 41. De gådefulde Selvmord 42. Sølv-Raketten 43. Dæmonosfæren 44. Allahs Hær 45. Luftens Guld 46. Det kolde Helvede 47. Rov-Edderkoppen 48. Den sorte Engel 49. Lyn-Detektiven 50. Maleri-Mordet 51. Dødninge-Uhret 52. Alibi-Manden 53. Dobbeltgængeren 54. En Buket fra Helvedes Have 55. Bill Miltons Mesterstykke 56. Den skæbnesvangre Bog 57. Kurt Danner sporløst forsvundet 58. Nattens Rædsel 59. Nat-Ekspres Nr. 13 60. Midnats-Mordet 61. Kvæleren 62. O.K.-Banden 63. Midnats-Mysteriet 64. Spøgelses-Bilen 65. Vampyren 66. Forsvundet i Natten 67. Guld-Edderkoppen 68. Den gådefulde Gift 69. S.O.S. i Æteren 70. Spøgelset flytter med 71. En uhyggelig Bande 72. Juvelmorderen 73. Orkide-Mysteriet 74. I VildmarkenS Helvede 75. Månens Sønner 76. Drage Staden 77. Hongkongs Vampyr 78. Sydpolens Hemmelighed 79. Kloster-Mordet 80. Det lukkede Land 81. Midnats-Mysteriet 82. De Fortabtes Dal 83. Forsvundet i Afrika 84. Det ukendte Folk 85. Piratkaptajnens Skatkammer 86. Den falske Professor 87. Den sjette Kolonne 88. Mystik i Stratosfæren 89. Spøgelses-Piraten 90. Mystiske Miss Morelle 91. Svovlsyre-Dæmonen 92. Edderkoppe-Manden 93. Malakka-Spionen 94. Djævelens Kusine |